# Sajjad Moshkelpour
Sajjad Moshkelpour (tiếng Ba Tư: سجاد مشکلپور) là một cầu thủ bóng đá người Iran thi đấu cho Paykan ở Persian Gulf Pro League.

## Sự nghiệp câu lạc bộ
Moshkelpour thi đấu cho Sanat Naft từ 2009 đến 2013. Sau khi Sanat Naft xuống hạng, Moshkelpour gia nhập Saipa cùng với một bản hợp đồng 2 năm. Huấn luyện viên Engin Firat chuyển một Moshkelpour vô danh đến Saipa và giúp anh trở thành một trong những hậu vệ xuất sắc nhất giải đấu.

## Thống kê sự nghiệp câu lạc bộ
Tính đến 15 tháng 5 năm 2015
| Câu lạc bộ          | Hạng đấu            | Mùa giải            | Giải vô địch | Giải vô địch | Cúp Hazfi | Cúp Hazfi | Châu Á  | Châu Á    | Tổng    | Tổng      |
| Câu lạc bộ          | Hạng đấu            | Mùa giải            | Số trận      | Bàn thắng    | Số trận   | Bàn thắng | Số trận | Bàn thắng | Số trận | Bàn thắng |
| ------------------- | ------------------- | ------------------- | ------------ | ------------ | --------- | --------- | ------- | --------- | ------- | --------- |
| Sanat Naft          | Hạng đấu 1          | 2009–10             | 7            | 0            | 2         | 0         | –       | –         | 9       | 0         |
| Sanat Naft          | Pro League          | 2010–11             | 27           | 0            | 0         | 0         | –       | –         | 27      | 0         |
| Sanat Naft          | Pro League          | 2011–12             | 23           | 3            | 2         | 0         | –       | –         | 25      | 0         |
| Sanat Naft          | Pro League          | 2012–13             | 29           | 3            | 3         | 0         | –       | –         | 32      | 3         |
| Saipa               | Pro League          | 2013–14             | 27           | 0            | 1         | 0         | –       | –         | 28      | 0         |
| Saipa               | Pro League          | 2014–15             | 14           | 0            | 0         | 0         | –       | –         | 14      | 0         |
| Tổng cộng sự nghiệp | Tổng cộng sự nghiệp | Tổng cộng sự nghiệp | 127          | 6            | 8         | 0         | 0       | 0         | 135     | 6         |

## Sự nghiệp quốc tế
Năm 2010, Moshkelpour được lựa chọn để tham gia trại huấn luyện của U-23 Iran ở Ba Lan.